# Кронпринц
Кронпри́нц (нем. Kronprinz — «наследный принц», швед. Kronprins, букв. принц (князь) короны) в Дании, Швеции, Норвегии, Пруссии в 1701—1919 годах, Австрии и Австро-Венгрии в 1804—1919 годах, Баварии, Саксонии и Вюртемберге в 1806 — 1919 годах, Ганновере в 1814 — 1866 годах, — титул (звание) наследника престола если он являлся сыном короля или императора, не обязательно царствующего, им мог быть и брат царствующего короля если они оба являются сыновьями короля, дядя царствующего короля, если его дед и соответственно отец последнего также был королём. 
Обращение — «Ваше королевское Высочество», в Пруссии с 1871 года — «Ваше императорское и королевское Высочество», в Австрии — «Ваше королевское и императорское Высочество»). 
Соответственно Кронпринцесса (нем. Kronprinzessin — «наследная принцесса», букв. принцесса (княжна) короны) — титул жены кронпринца, либо титул дочери короля, если она является наследницей королевского престола. Обращение — «Ваше королевское высочество». В русскоязычной среде неофициально кронпринцем иногда называют и некоторых других престолонаследников, например, наследного принца Японии. В России жена сына Петра I, царевича Алексея Петровича, Шарлотта Брауншвейгская именовалась кронпринцессой, но этот титул не прижился.